# Ламанон (гори)
Го́ри Ламано́н — стародавній вулканічний масив у Західно-Сахалінських горах. Утворює мис Ламанон на заході Сахаліну .
Гори Ламанон поєднують лавові плато заввишки 300—800 м, побудовані покривами міоценових базальтів, частково андезитів, і група вулканічних конусів заввишки 600—1022 м (гора Ічара) — екструзивних куполів, складених пліоцен-постпліоценовими дацитами і андезитами. На схилах розсипи брил.
Клімат мусонний, 600—800 мм опадів на рік. На схилах ялиново-ялицева тайга і каменноберезняки з підліском з курильського бамбука, біля вершин — кедровий сланик.
Гори Ламанон названі по піку Ламанон, ім'я якої було дане французьким мореплавцем Ж. Лаперузом.
| Росія | Це незавершена стаття з географії Росії. Ви можете допомогти проєкту, виправивши або дописавши її. |

1. 1 2  GEOnet Names Server — 2018.